# ارون ليكتي
ارون ليكتي (15 فبراير 1986 بسويسرا - ) هو لاعب كرة قدم سويسري في مركز الدفاع. شارك مع منتخب سويسرا تحت 21 سنة لكرة القدم. أما مع النوادي، فقد لعب مع نادي بيل-بيين ونادي يانغ بويز.

## وصلات خارجية
- ارون ليكتي على موقع قاعدة بيانات كرة القدم.إي يو (الإنجليزية)
- ارون ليكتي على موقع عالم كرة القدم.نت (الإنجليزية)